# ブガッティ・シロン
シロン(Chiron）とは、ブガッティ・オトモビルが2016年から2024年まで全世界500台限定で製造していたハイパーカーである。
「シロン」という車名はかつてブガッティに乗り活躍したレーシング・ドライバーのルイ・シロン（Louis Chiron）から採られている。
2016年、ジュネーヴ国際モーターショー開幕の前日、2月29日に発表され、価格はヴェイロンの倍となる260万USドル、240万ユーロとされた。
既に完売している。

## 概要

### パワートレイン
エンジン形態はヴェイロンと同じく、8リッター W16 4ターボエンジンだが、最高出力1500馬力、最大トルク163.2kgmと大幅に向上。ほぼ全てのコンポーネントを設計から改良し、重量増を抑えているものの、大出力のエンジンとそれを伝達するギアだけで700kgある。
4基のターボチャージャーは、発進時には2基のみ動作し、残りの2基はエンジン回転数が3800rpmに達すると作動するように設計されている。これによって、発進時や低速域からのトルク特性がリニアになり、操作性に寄与している。
駆動系統はハルデックス・トラクション製の4輪駆動システムとリカルド製のデュアルクラッチトランスミッションが組み合わされている。
FIA 世界耐久選手権（WEC）のLMP1レースカーと同性能のねじり剛性と曲げ剛性を発揮するダラーラ製フルカーボン構造シャシー採用により、軽量化が図られているものの、車両重量はヴェイロンより155kgも重くなり1,995kgにも及ぶ。

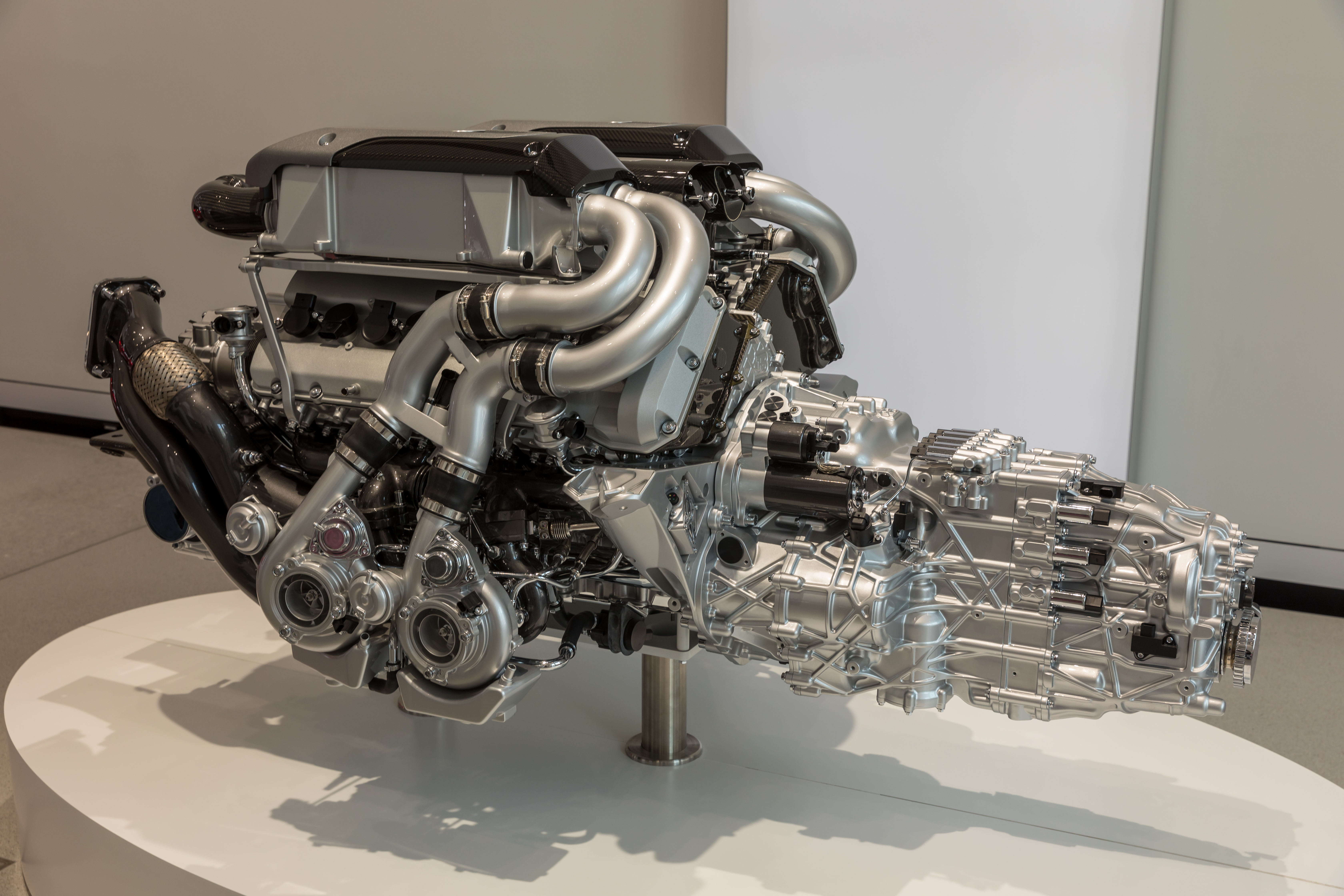
W16エンジン

### デザイン
ウラカンのデザインにも関与したサシャ・セリパノフによってデザインされた。
伝統的なブガッティのデザインを踏襲しつつ、空力効果やエンジンの排熱効率を高めるための技術的なデザインが施されている。
馬蹄形のフロントグリルに加え、1930年代の名車タイプ57SC アトランティーク・クーペのデザインを元にした、ルーフからリアエンドにかけて流れるセンターラインや、エットーレ・ブガッティのサインをモチーフにした「Cライン」がデザインされている。馬蹄形のグリルは、エンジンの膨大な熱を処理するための大量の空気を取り入れるためのデザインであり、センターラインは直進安定性を考慮したものである。

### 性能
公称の最高速は420km/hとされているが、実際にはそれを上回るスピードを出すことも難しくないとされる。理論上は500km/hを超えることも可能とされるが、シロン専用のタイヤが新開発されてもなおそのスピードに耐えうるタイヤがないため実現できないとされていた。しかし、2019年9月2日にプロトタイプによる最高速計測で306.5525mph（490.484km/h）を計測し、ハイパーカー初の300mph超えを達成した。
燃費性能は4.7km/L（カタログ値では3km/L）とされている。

## バリエーション

### シロン

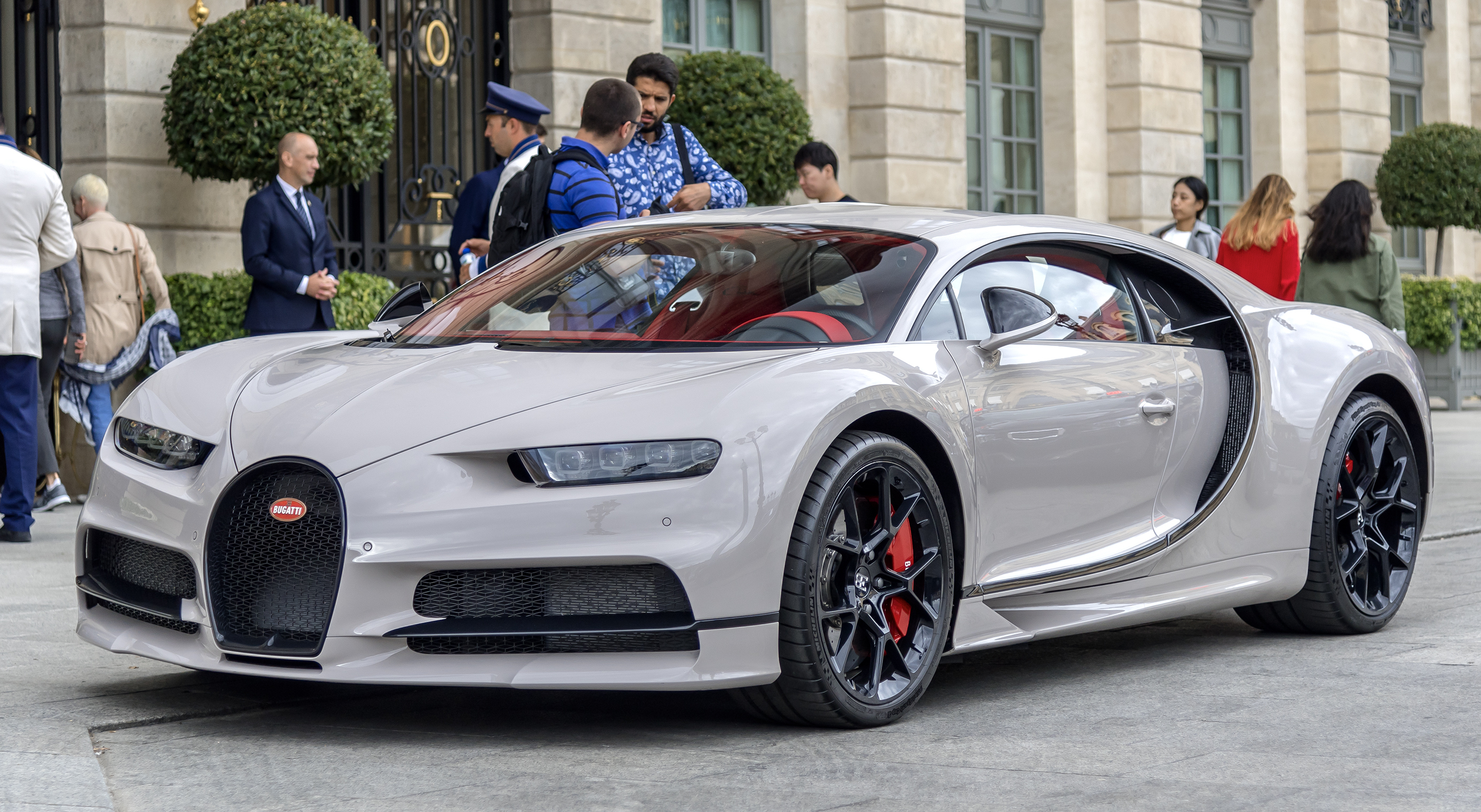
シロン

2016年2月29日発表。

#### シロン・ヴァンクール・デ・クール（Chiron Vancoule de Coeur）
2019年サウジアラビア・リヤドのオーナーに向けて制作されたワンオフモデル。ボディカラーは薄水色であり、内装はブラウンとなっている。フロントグリルには「10」という数字が刻まれている。

#### シロン・ノワールエディション（Chiron Edition Noire）
2019年20台限定で発表された。2つのグレードが用意されており、「シロン・ノワール・スポーティブ」「シロン・ノワール・エレガンス」となっている。

#### シロン・アビール・パー・エルメス（Chiron Habillé Par Hermès）
2021年5月11日、シロンをベースとしたワンオフモデルとして発表された。ボディカラーは「クレ」と呼ばれるクリーム色であり、内装もこのカラーで統一されている。オーナーはイラン系アメリカ人で不動産投資家であるマニー・コシュビン氏である。

#### シロン・レベ（Chiron L’Ébé）
2022年6月20日、創業者の長女であるレベ・ブガッティに捧げる特別仕様車として発表された。制作台数は1台。また同時にシロン・スポーツ・レベも発表された。

### シロン・スポーツ（Chiron Sport）

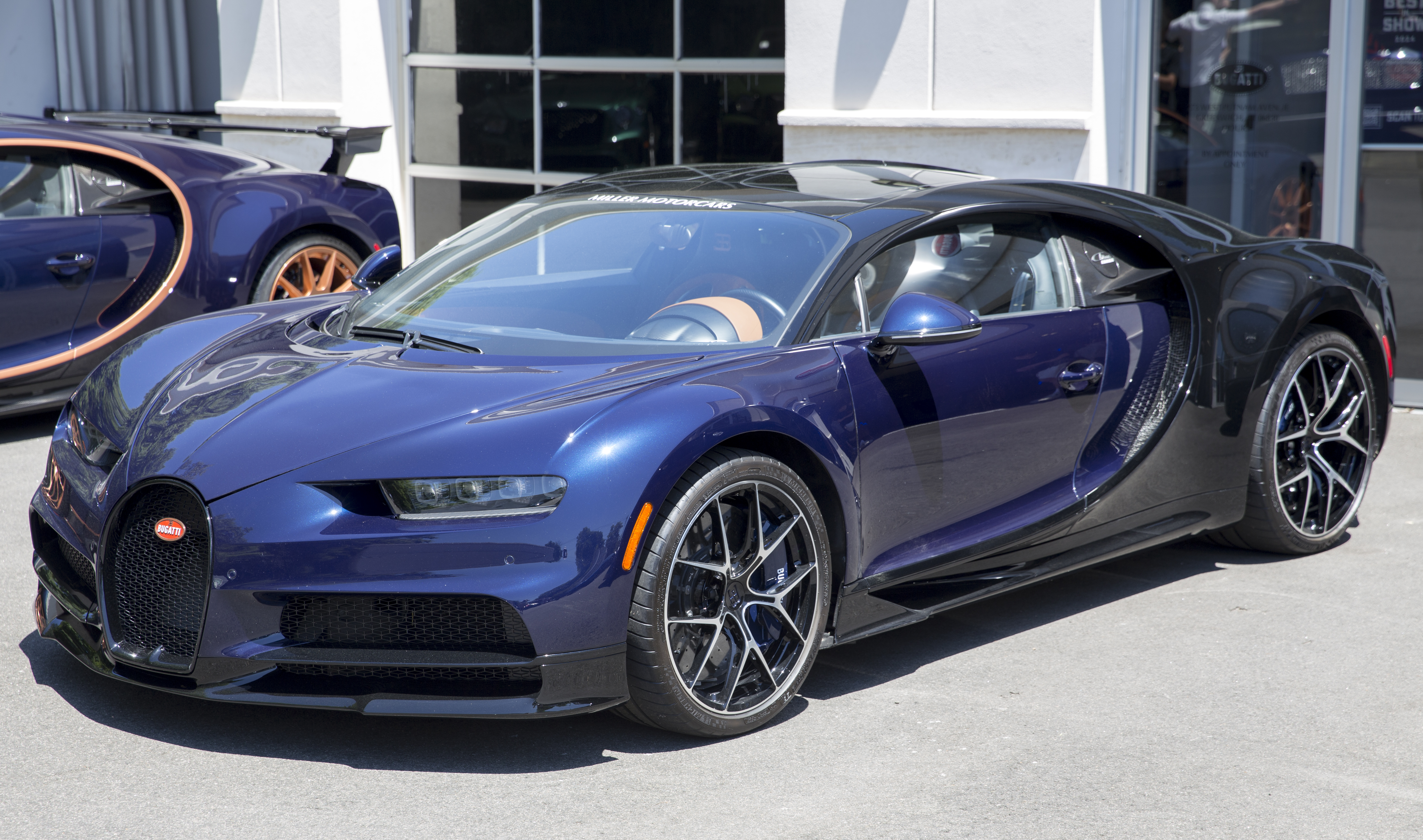
スポーツ

2018年3月、ジュネーブ・モーターショーにおいて公開された。標準モデルのシロンと比べて約18kg軽量化されており、サスペンションとドライブトレインにも改良が施されている。
2019年2月、ブガッティの創業110周年を記念する20台のみの限定モデルとして、シロン・スポーツをベースにした「シロン・スポーツ110 ans Bugatti」が発表された。フロントグリルには「16」という数字が刻まれており、これは8.0リッターW16気筒＋4ターボエンジンを意味している｡

#### シロン・スポーツ・110・アンス・ブガッティ（Chiron Sport 110 Ans Bugatti）

110・アンス・ブガッティ

2019年に発表されたブガッティ110周年記念モデル。グレーのボディカラーの他、リアウィングの裏側がフランス国旗の3色で塗装されている。

#### レ・レジェンド・デュ・シエル（Chiron Sport "Les Légendes du Ciel"）

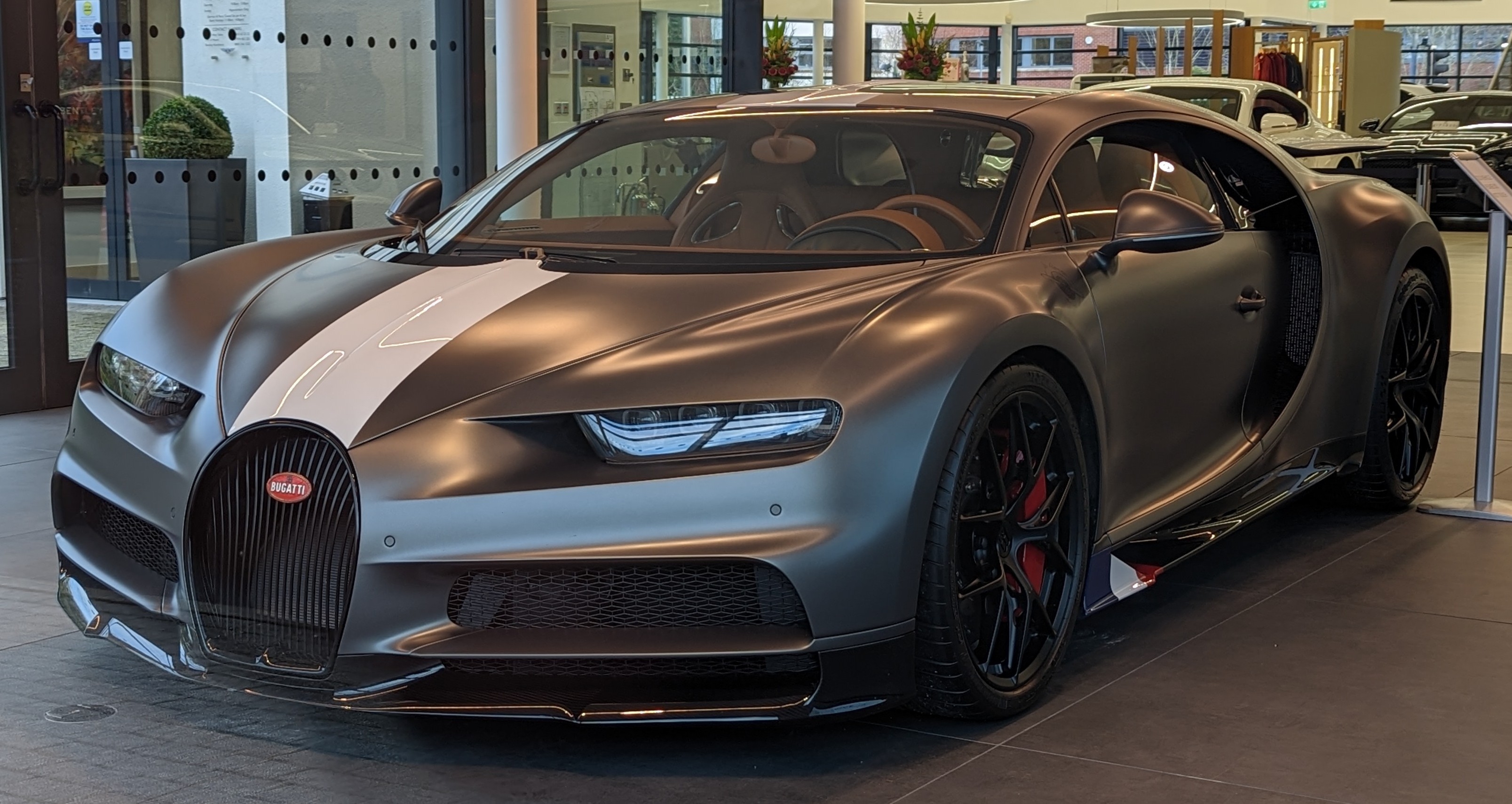
レ・レジェンド・デュ・シエル

2020年11月24日に「空の伝説」をたたえる限定車として発表された。20台限定となり価格は288万ユーロとなっている。日本には1台デリバリーされている。

#### シロン・スポーツ・アリス（Chiron Sport Alice）
2021年2月12日に発表されたワンオフモデル。ボディカラーはシルク・ロゼとマット・ブランの2色から構成されている。

#### シロン・スポーツ・レベ（Chiron Sport L’Ébé）
2022年6月20日、シロン・レベとともに発表された。こちらは2台制作された。

### シロン・ピュアスポーツ（Chiron Pur Sport）

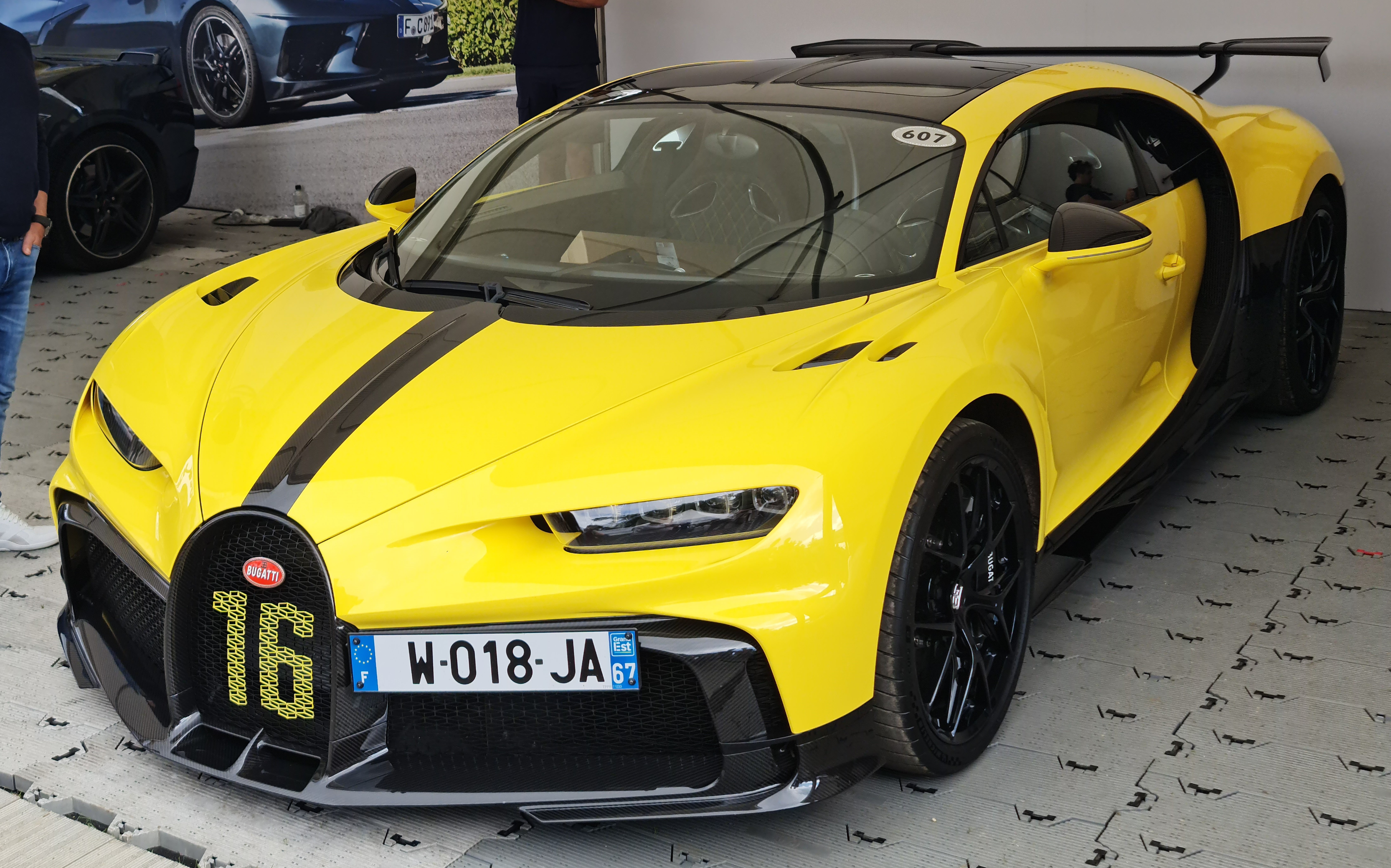
ピュアスポーツ

ジュネーブ・モーターショーにて発表される予定だったが、新型コロナウイルス感染症の影響により開催中止となり、2020年3月、フランスのモルスハイムの本部において公開された。リアウイングを可変式から固定式に変更することで油圧機構などを省略し、約50kg軽量化。ギアのショートレシオ化によって中速域の加速性能を上げるなどの改良が施されている。最高速度は350km/hに抑えられている。60台の限定生産で、価格は300万ユーロとなっている。フロントグリルには「16」という数字が刻まれているがこれはシロンスポーツ同様に8.0リッターW16気筒＋4ターボエンジンを意味している。

#### シロン・ピュアスポーツ グランプリ（Chiron Pur Sport "Grand Prix"）

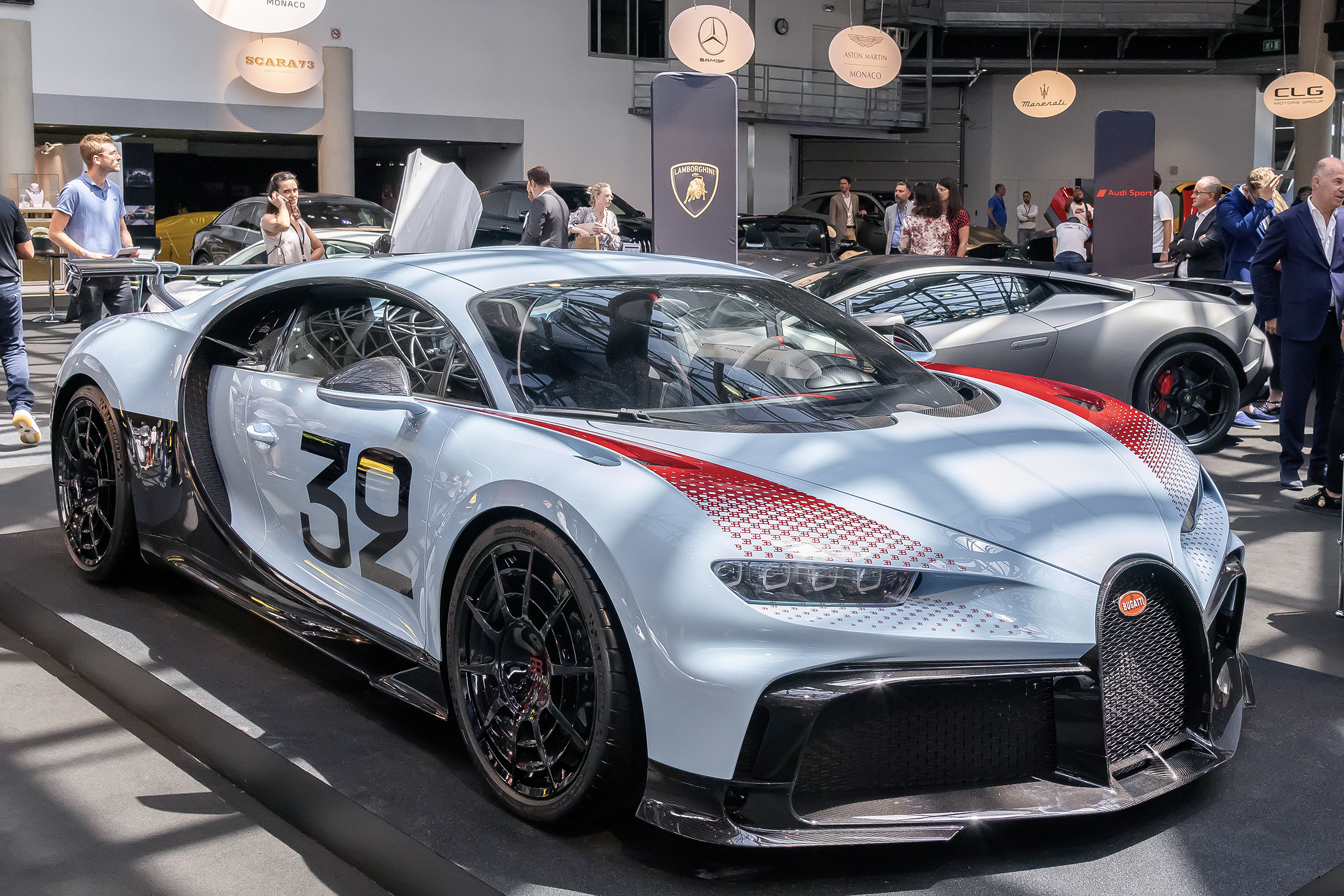
グランプリ

ルイ・シロンからインスピレーションを受けてデザインされたシロン・ピュアスポーツ。水色のボディカラーでフロントフェンダーに赤色が入っている。左右のドアにはカーナンバー32が入っている。

### シロン・スーパースポーツ（Chiron Super Sport）

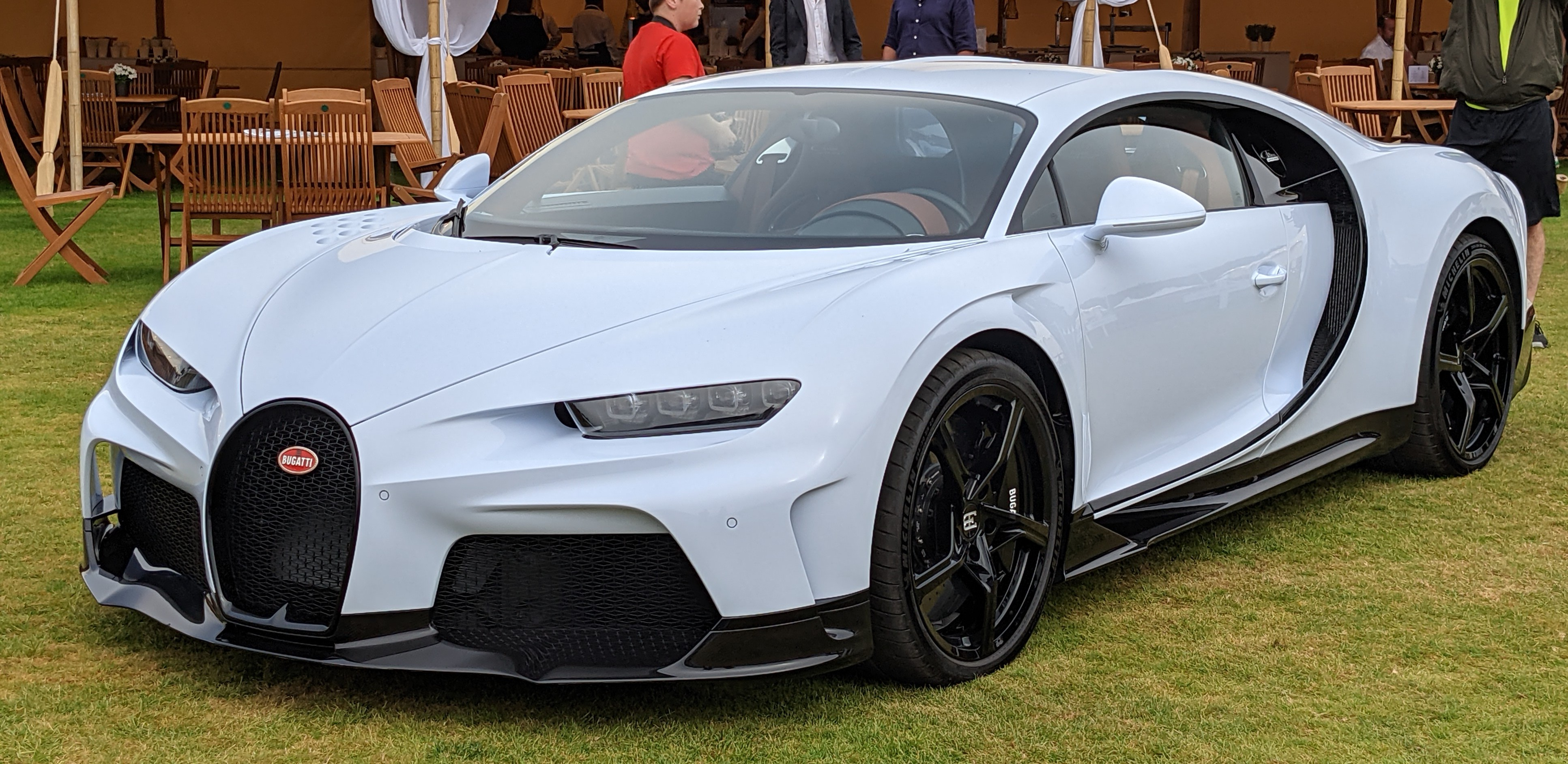
シロン・スーパースポーツ

市販車世界最速を記録するためにシロンをベースに開発されたモデル。2019年8月2日にドイツ北部のエーラ・レッシェンで行われた記録会において時速304.773マイル(490.484km/h)を記録し、史上初めて市販車として時速300マイルを突破した。ロングテールを採用し、ブラックカーボンのボディにジェットオレンジのピンストライプが入っている。また、乗降時にドアを開けるとLEDライトにより”Super Sport 300+”の文字が地面に照射される。

### シロン・タイプ55・スーパースポーツ（Chiron Type 55 Super Sport）
シロン・スーパースポーツ・300+の市販バージョン。30台限定で生産され、価格は日本円で4億3000万円から。ボディはシロン・スーパースポーツ・300+とほとんど同じだが、ホイールなどの細かいところが変更されている。同年のミラノモーターショーで実車が展示・公開された。

### ラ・ヴォワチュール・ノワール（La Voiture Noire）

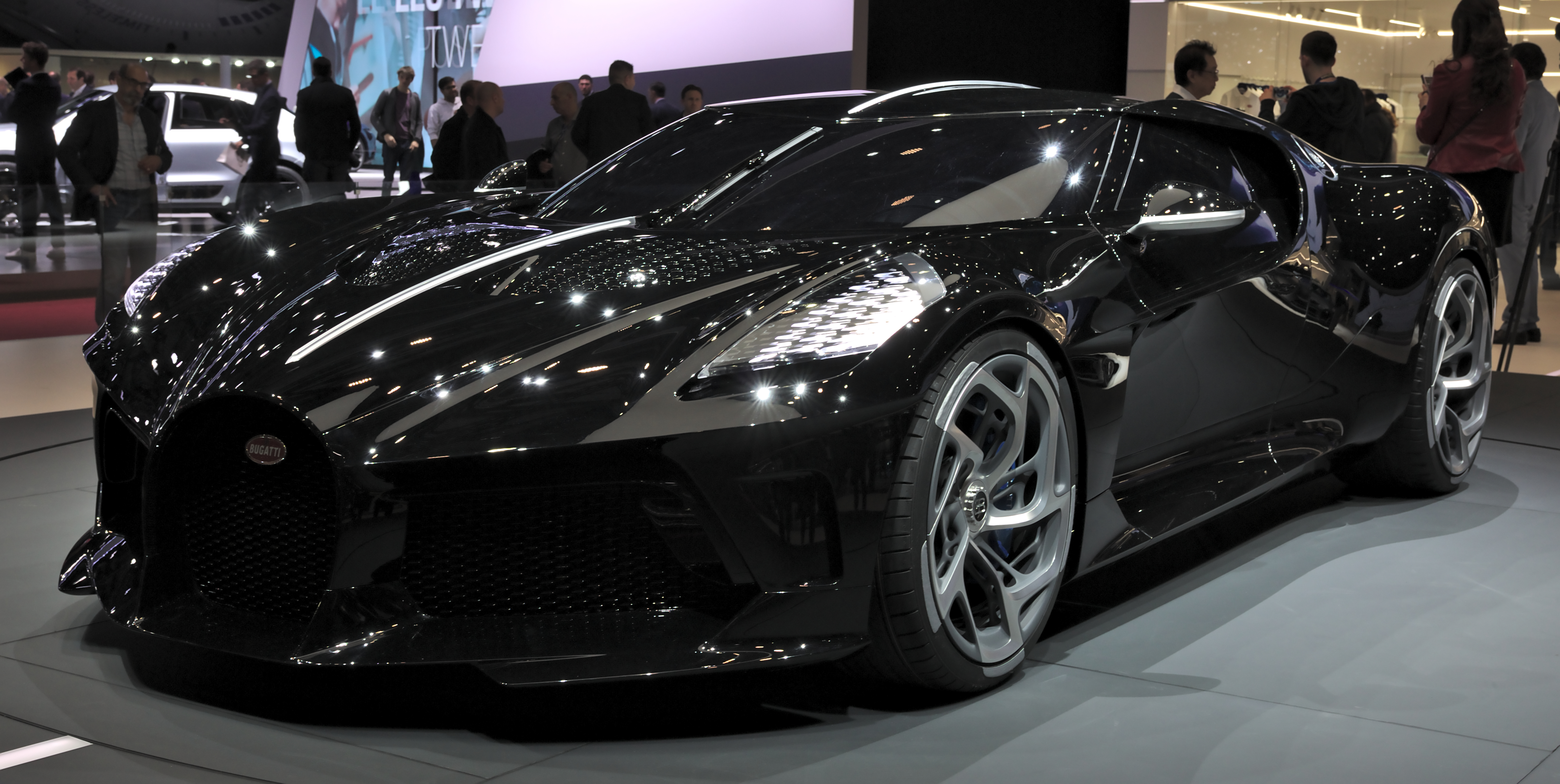
ラ・ヴォワチュール・ノワール

ブガッティの創業110周年を記念して製作されたワンオフモデル。2019年のジュネーブ・モーターショーにおいて公開された。車名はフランス語で「黒い車」を意味し、1930年代にブガッティが製作した名車「タイプ57SC アトランティーク・クーペ」にインスパイアを得たエクステリアデザインとなっている。メカニズムはシロンと同一。

### シロン・プロフィリ（Chiron Profilée）

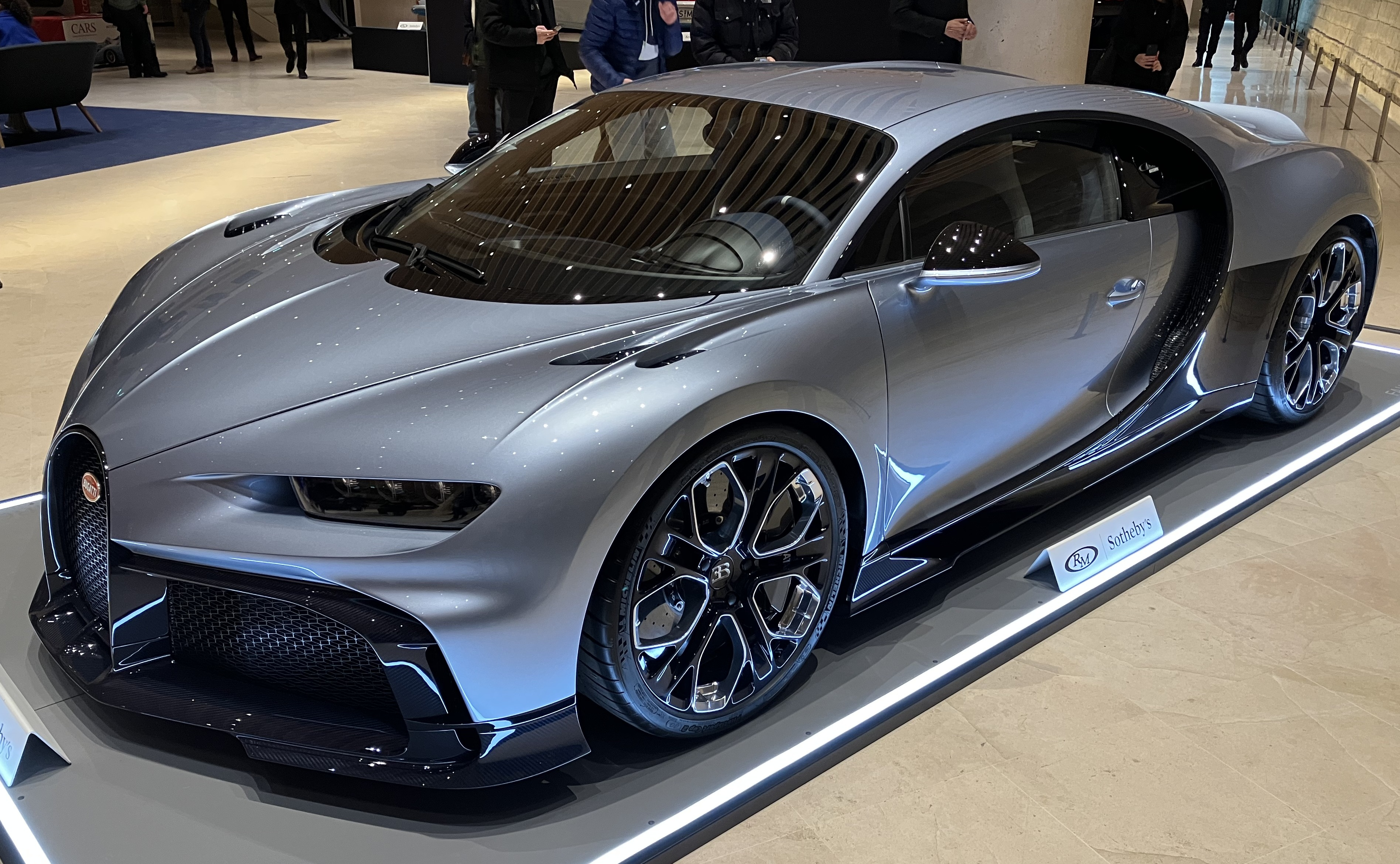
プロフィリ

プロフィリ/プロフィールはシロン最後のバリエーションとして2022年12月21日に発表された。ワンオフモデル。2023年2月1日にフランス・パリで開催されたRMサザビーズのチャリティーオークションに出品され、870万ユーロ(日本円で約12億円)で落札された。リアスポイラーは固定式で専用デザインとなっている。ベースはピュアスポーツであるが、最高速度は350km/hから380km/hへと引き上げられている。

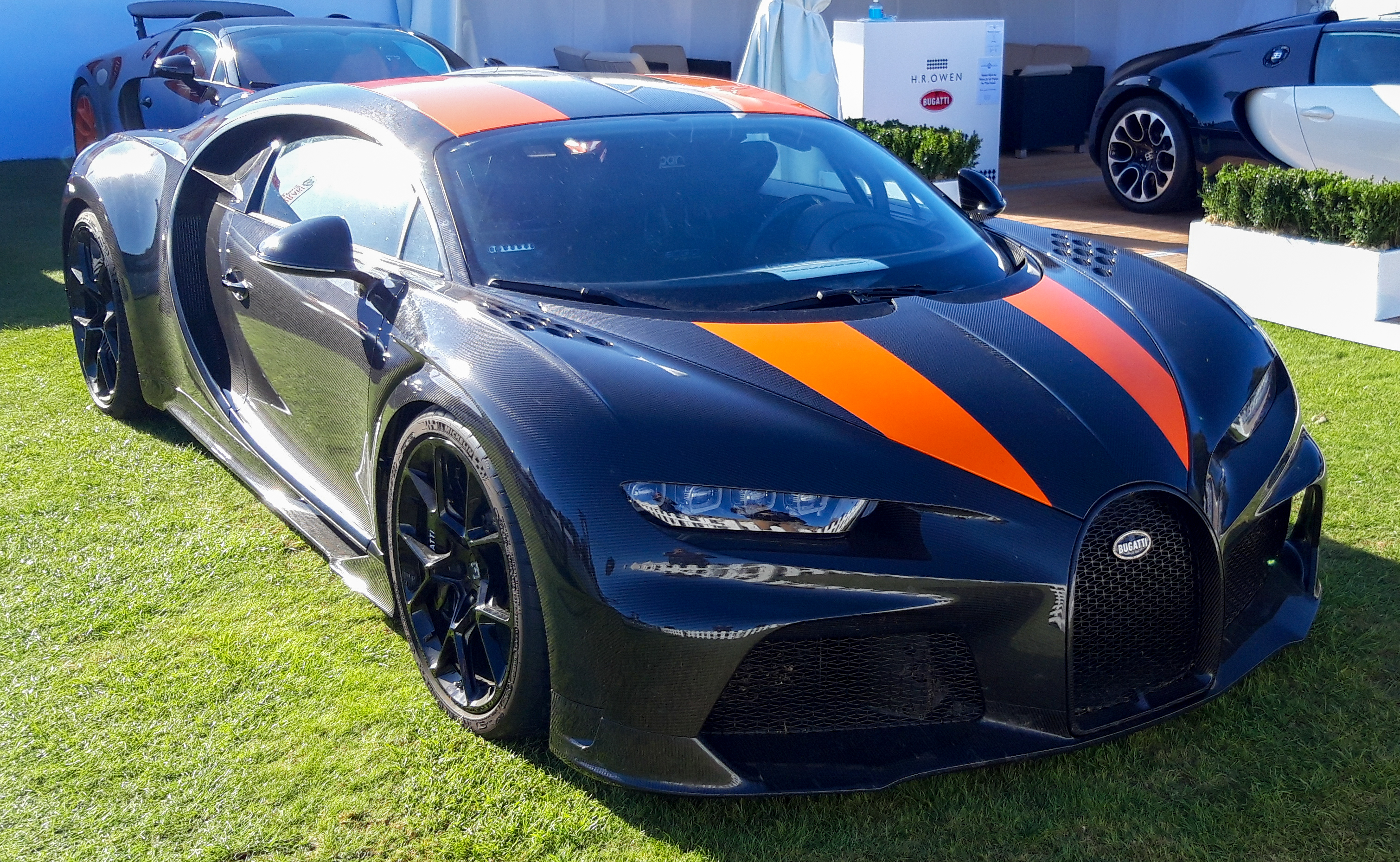
シロン・スーパースポーツ300+
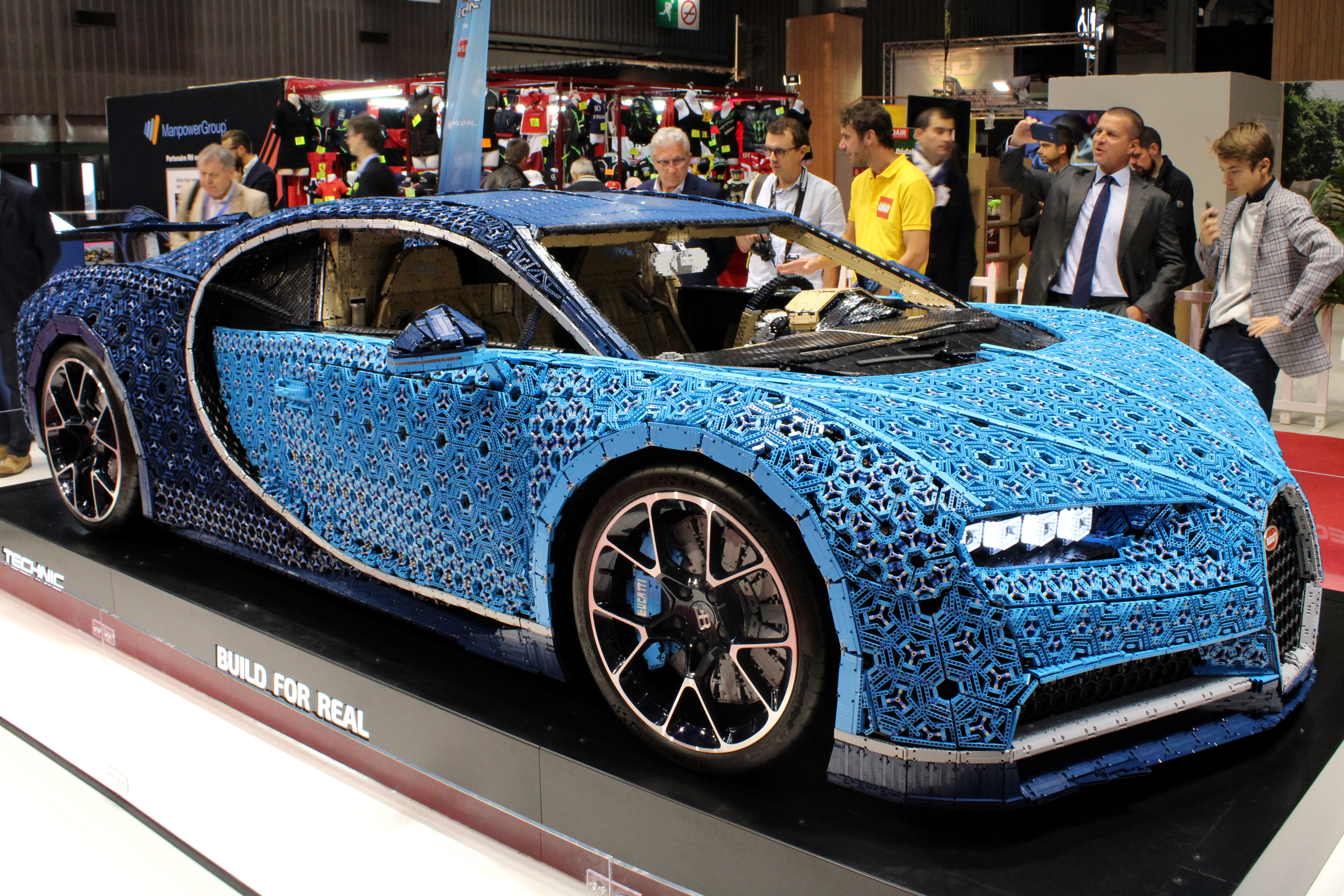
レゴブロックで作られたシロン